# Batrachostomus
Batrachostomus är ett släkte med fåglar i familjen grodmunnar med tolv arter som förekommer i södra Asien och Sydostasien:
- Större grodmun (B. auritus)
- Dulitgrodmun (B. harterti)
- Filippingrodmun (B. septimus)
- Stjärngrodmun (B. stellatus)
- Ceylongrodmun (B. moniliger)
- Nordlig grodmun (B. hodgsoni)
- Sumatragrodmun (B. poliolophus)
- Borneogrodmun (B. mixtus)
- Javagrodmun (B. javensis)
- Malajgrodmun (B. affinis)
- Palawangrodmun (B. chaseni)
- Sundagrodmun (B. cornutus)